# Alix, Rhône
Alix este o comună în departamentul Rhône din sud-estul Franței. În 2009 avea o populație de 683 de locuitori.

## Evoluția populației
| An        | 1975 | 1982 | 1990 | 1999 | 2006 | 2009 |
| --------- | ---- | ---- | ---- | ---- | ---- | ---- |
| Populație | 842  | 776  | 665  | 690  | 686  | 683  |